# CRKSV Jong Colombia
El CRKSV Jong Colombia (nom complet Christelijk Rooms Katholiek Sport Vereiniging Jong Colombia) és un club de futbol de la ciutat de Boca Samí, a Curaçao. Va ser fundat el 23 de juliol de 1951.

## Palmarès
- Lliga de Curaçao de futbol:[2]
  - 1963, 1965, 1966, 1967, 1969, 1972, 1973, 1975, 1988, 1994, 2000

- Campionat de les Antilles Neerlandeses de futbol:[3]
  - 1966, 1968, 1972, 1973, 1974, 1975, 1978, 1988, 1994, 1997, 2001